# Saint-Denis (Seine-Saint-Denis)
Saint-Denis ([ˌsɛ̃dəˈni] ⓘ) ist eine französische Stadt und Gemeinde mit 148.907 Einwohnern (Stand: 1. Januar 2022) im Département Seine-Saint-Denis. Sie ist eine der beiden Unterpräfekturen des Départements, ist Mitglied im Gemeindeverband Métropole du Grand Paris sowie Verwaltungssitz des Gemeindeverbands Établissement public territorial Plaine Commune. In der Stadt befindet sich der Hauptsitz des französischen Nationalarchivs.
Sie entstand mit Wirkung vom 1. Januar 2025 als Commune nouvelle durch Zusammenlegung der bis dahin selbstständigen Gemeinden Saint-Denis und Pierrefitte-sur-Seine, die fortan den Status als Communes déléguées besitzen. Der Verwaltungssitz befindet sich im Ort Saint-Denis.

## Gemeindegliederung
| Ortsteil                      | Ehemaliger INSEE-Code | PLZ   | Fläche (km²) | Einwohnerzahl (2022) |
| ----------------------------- | --------------------- | ----- | ------------ | -------------------- |
| Saint-Denis (Verwaltungssitz) | 93066                 | 93200 | 12,36        | 115.237              |
| Pierrefitte-sur-Seine         | 93059                 | 93380 | 03,41        | 033.670              |

## Geografie
Saint-Denis liegt an der Grenze zum benachbarten Département Val-d’Oise in der Région naturelle Pays de France. Die Gemeinde befindet sich am rechten Seine-Ufer unmittelbar nördlich von Paris und bildet heute einen Teil der Banlieue von Paris. Das Flüsschen Crould und der Canal Saint-Denis durchqueren das Stadtgebiet und münden in die Seine. Das Zentrum mit Rathaus und Kathedrale befindet sich auf einer Höhe von etwa 32 m. Trotz seines großstädtischen Charakters gehören Teile von Saint-Denis zum 1157 Hektar großen Natura 2000-Schutzgebiet „Sites de Seine-Saint-Denis“ (FR1112013) und zur ZNIEFF-Naturzone „Parc Départemental de la Courneuve“ (110020475).
Umgeben wird Saint-Denis von den zehn Nachbargemeinden:
| Épinay-sur-Seine Villetaneuse | Montmagny (Val-d’Oise) Sarcelles (Val-d’Oise) | Stains        |
| L’Île-Saint-Denis             | Kompassrose, die auf Nachbargemeinden zeigt   | La Courneuve  |
| Saint-Ouen-sur-Seine          | Paris                                         | Aubervilliers |

## Religionen
Saint-Denis ist Sitz des römisch-katholischen Bistums Saint-Denis und ist eines der Zentren des Islams in Frankreich.

## Sehenswürdigkeiten
im Ort Saint-Denis
im Ort Pierrefitte-sur-Seine
- Kirche Église Saint-Gervais-Saint-Protais aus dem 19. Jahrhundert
- Kirche Sainte-Thérèse-des-Joncherolles, erbaut 1964
- Französisches Nationalarchiv

## Kultur
- Théâtre Gérard Philipe
- Kunstgeschichtliches Museum Saint-Denis: Europäisches Museum des Jahres 1982
- Streetart, fünf Kilometer entlang des Canal Saint-Denis, 2016 ins Leben gerufen, mit mehr als 30 Werken von Künstlern, die eine große Vielfalt an Techniken und Einflüssen widerspiegeln.
- Suprême NTM, französische Hip-Hop-Gruppe
- Le Festival hip-hop et des cultures urbaines („Festival Hip-Hop und Stadtkulturen“) findet seit 1990 zwei Wochen lang in Saint-Denis statt.
- Die Académie Fratellini ist das Erbe der im Jahre 1974 von Annie Fratellini und Pierre Étaix gegründeten nationalen Zirkusschule.

### Sport

Stade de France

Das Stade de France (deutsch: Stadion von Frankreich) ist mit einer Kapazität von 81.338 Zuschauern zu Fußball- und Rugbyspielen das mit Abstand größte Stadion des Landes. Es wurde von der UEFA als Fünf-Sterne-Stadion ausgezeichnet. Die wichtigsten Veranstaltungen sind Heimspiele der französischen Fußballnationalmannschaft und der Rugby-Union-Nationalmannschaft, das Finale um den französischen Fußball- und den Ligapokal sowie das Finale der Rugby-Union-Meisterschaft Top 14. Mithilfe verschiebbarer Tribünen kann das Stade de France auch für Leichtathletik-Veranstaltungen wie die IAAF Diamond League hergerichtet werden, dabei verringert sich die Kapazität auf 75.000 Zuschauer. Außerdem finden hier regelmäßig Konzerte und Freilichtshows statt. Bei Konzerten bietet das Stadion inklusive des Innenraums für über 90.000 Besucher Platz. Im Stade de France fanden unter anderem die jeweiligen Finalspiele der Fußball-Weltmeisterschaft 1998, der Rugby-Union-Weltmeisterschaft 2007, der Fußball-Europameisterschaft 2016, der Rugby-Union-Weltmeisterschaft 2023, sowie die Leichtathletik-Weltmeisterschaften 2003 statt. Es war das Olympiastadion der Olympischen Sommerspiele 2024 und Austragungsort der Leichtathletik-Wettkämpfe der Sommer-Paralympics 2024.

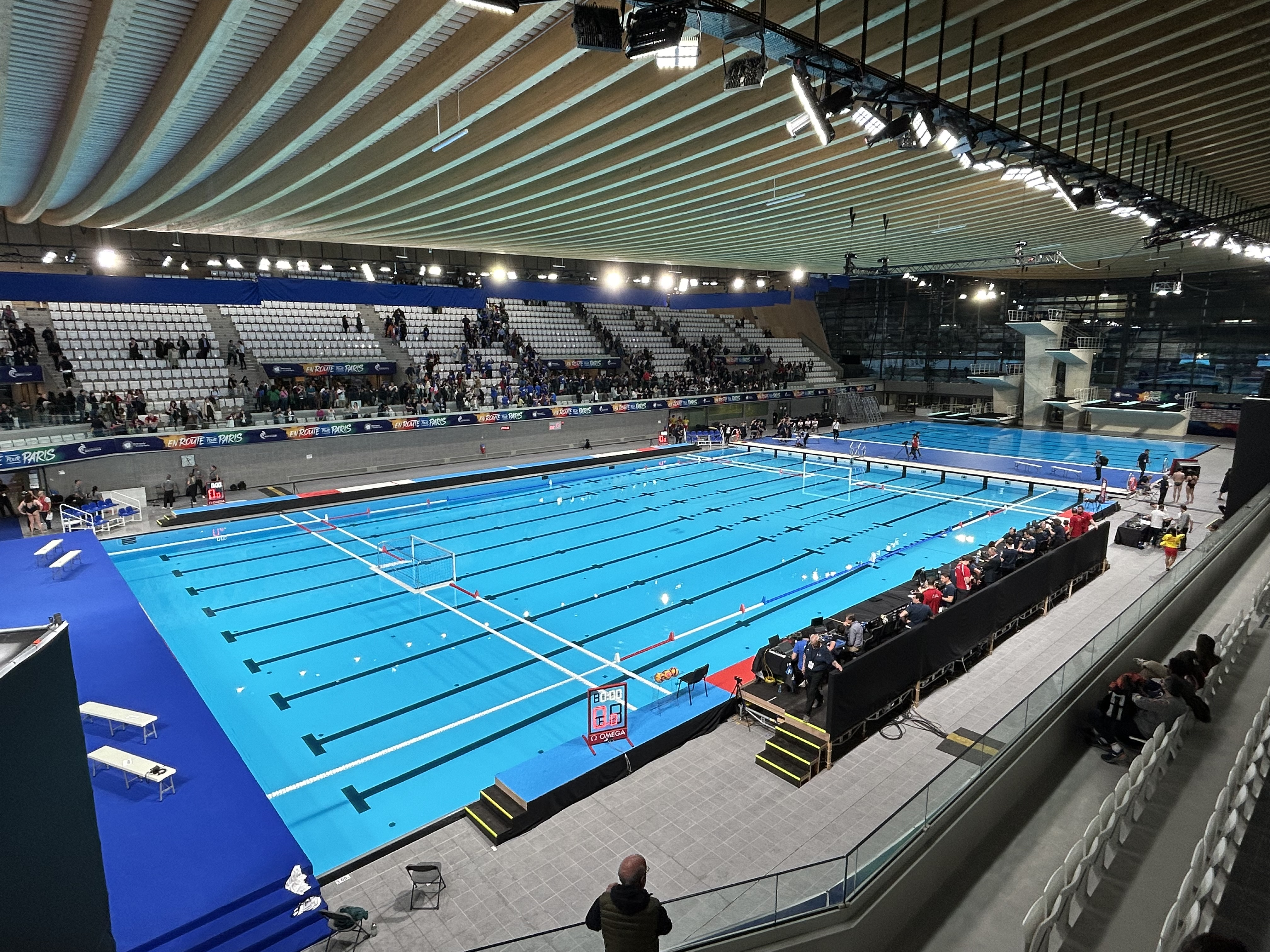
Das CAO bei einem Test im Mai 2024

Das Centre Aquatique Olympique (CAO, deutsch Olympisches Wassersportzentrum) ist eine Schwimmhalle im Stadtviertel La Plaine-Saint-Denis. Sie befindet sich gegenüber dem Stade de France und ist mit dieser über eine Fußgängerbrücke über die Autoroute A 1 verbunden. Sie war von 2017 bis 2024 errichtet worden im Hinblick als Austragungsort von verschiedenen Wettkämpfen während der Olympischen Sommerspiele 2024.
Saint-Denis war bereits mehrfach Etappenstart/-ziel bei der Tour de France, unter anderem in den Jahren 1984 und 2003.

## Städtebau

### Olympisches Dorf
Für die Olympischen Sommerspiele 2024 und die Sommer-Paralympics 2024 wurde in Saint-Denis und den beiden Nachbargemeinden Saint-Ouen und L'Île-Saint-Denis das Olympische Dorf für die Unterkünfte der Teilnehmer errichtet. Es liegt in unmittelbarer Nähe des Stade de France und des Centre Aquatique. Anfang 2021 begannen die Bauarbeiten, die Ende 2023 vollendet wurden. Am 29. Februar 2024 wurde es eingeweiht. Das Olympische Dorf wurde konzipiert im Hinblick auf Eigenschaften eines Viertels der Zukunft mit Bewahrung der Artenvielfalt, CO2-Neutralität durch biobasierte Materialien, Linderung der Auswirkungen des Klimawandels und umfassende Barrierefreiheit. Im November 2024 begann die Phase des Umbaus für 3000 Wohnungen, ein Studentenwohnheim, ein Hotel, sechs Hektar Grünflächen, 120.000 m² Gewerbe-, Büro- und Dienstleistungsflächen mit Platz für 6000 Beschäftigte und 3200 m² Nahversorgungseinrichtungen.

### Sanierung des historischen Zentrums
Das historische Zentrum von Saint-Denis wird saniert, um das Wohnumfeld zu verbessern, soziale Vielfalt schaffen und das Viertel attraktiver und lebendiger zu machen. Der Platz Jean Jaurès und der Vorplatz der Kathedrale werden zu einer einheitlichen Fußgängerzone. Soziale Wohnungen werden saniert, Häuserblöcke zu Wohnungen umgewandelt, Geschäfte werden renoviert, Fassaden und Fenster saniert.

### Neues Öko-Viertel
Die ehemaligen Eisenbahnreparaturwerkstätten der SNCF im Viertel La Plaine sind 1872 auf fast sechs Hektar errichtet worden und vor der Jahrtausendwende aufgegeben. Die größte der Hallen, genannt Cathédrales du rail (deutsch Kathedralen der Schiene), wird unter Wahrung der Industriearchitektur zum L’Aérosol Saint-Denis, dem ersten französischen Museum, das sich auf 8400 m² ausschließlich der Streetart und dem französischen Hip-Hop widmet. Auf einem Gesamtareal von 1,7 Hektar wird das neue Öko-Viertel La Plaine mit 650 Wohnungen (davon 20 % Sozialwohnungen und 30 % Sozialwohnungseigentum) unter Berücksichtigung der Artenvielfalt, ökologischem Bauen, Kreislaufwirtschaft und erneuerbaren Energien gebaut. Begleitet werden sie durch mehrere öffentlichen Einrichtungen, darunter eine Kinderkrippe, sowie örtliche Dienstleistungen und Geschäfte. Die Arbeiten sollen im Jahr 2025 beginnen.

### Stadterneuerungsprojekt Franc-Moisin
Das Viertel Franc-Moisin wird erneuert, um den Alltag zu verbessern, indem öffentliche Räume mit mehr Vegetation und Bäumen umgestaltet werden, Wohnungen saniert, das Wohnungsangebot diversifiziert und die soziale Vielfalt gefördert, das Viertel sicherer gemacht, die Sauberkeit verbessert sowie lokale Dienstleistungen und Handel gestärkt werden sollen.

### Viertel Pleyel
Das Viertel Pleyel in der Nähe des Olympischen Dorfes wird zu einem guten Anteil an Wohnraum, insbesondere Sozialwohnungen, Geschäften, Kultur-, Sport- und Freizeiteinrichtungen sowie einer hervorragenden Anbindung an den öffentlichen Nahverkehr weiterentwickelt. Der öffentliche Raum wird einen großen Teil eine sanfte Mobilität und Natur aufweisen: Schaffung von Parks und Plätzen, Begrünung von Straßen und Dächern. Der Bahnhof Saint-Denis Pleyel wird der einzige des Grand Paris Express sein, der bis 2030 vier U-Bahn-Linien (14, 15, 16 und 17) verbindet. Er wurde am 24. Juni 2024 in Betrieb genommen, ebenso wie die Verlängerung der Métrolinie 14, die nun von Saint-Denis im Norden zum Aéroport d’Orly im Süden führt. Die Anbindung der zukünftigen Linien 15 und 17 ist für 2026 geplant.

## Viertel Fauvettes-Joncherolles
Das Viertel Fauvettes-Joncherolles, das sich im Süden des Ortsgebiets von Pierrefitte-sur-Seine befindet, wird dank eines städtischen Renovierungsprojekts, getragen vom Gemeindeverband Plaine Commune, der ehemaligen Gemeinde Pierrefitte und der Agence nationale de rénovation urbaine (ANRU), eine echte Erneuerung erleben. Das Viertel hat Probleme mit unhygienischen und heruntergekommenen Eigentumswohnungen. Aus diesem Grund wurden 2024 zwei Gebäude mit insgesamt 136 Wohnungen abgerissen. Insgesamt werden im Viertel rund 356 neue Wohnungen gebaut, Sozialwohnungen und Studentenunterkünfte. Dies ist beispielsweise der Fall der balcons d’Opaline, die 300 Wohnungen anbieten, von denen 150 für Studenten vorgesehen sind. Neue lokale Geschäfte werden sich in Gebäuden niederlassen. Die Anatole-France-Schulgruppe wird vollständig saniert und vergrößert. Zur Verbesserung der Anbindung an die Infrastruktur, die Alternativen zur Befahrung der Route nationale 1 anbietet, ist die Bevorzugung und Förderung von Fußgänger- und Radfahrwegen. Im Sektor Joncherolles werden alle Wohnungen saniert. So werden die Wärmedämmungen überprüft, Fenster und Fensterläden ersetzt und eine Belüftung geschaffen. Die Straßen werden renoviert ebenso wie zahlreiche Begegnungs- und Freizeitstätten, wie beispielsweise ein begrünter Vorplatz vor der Schule Anatole-France, ein Sportplatz entlang der Bahnstrecke, ein Spielplatz. Die Arbeiten an diesem Projekt sollen 2030 fertiggestellt sein.

## Wirtschaft und Infrastruktur

### Geschichte

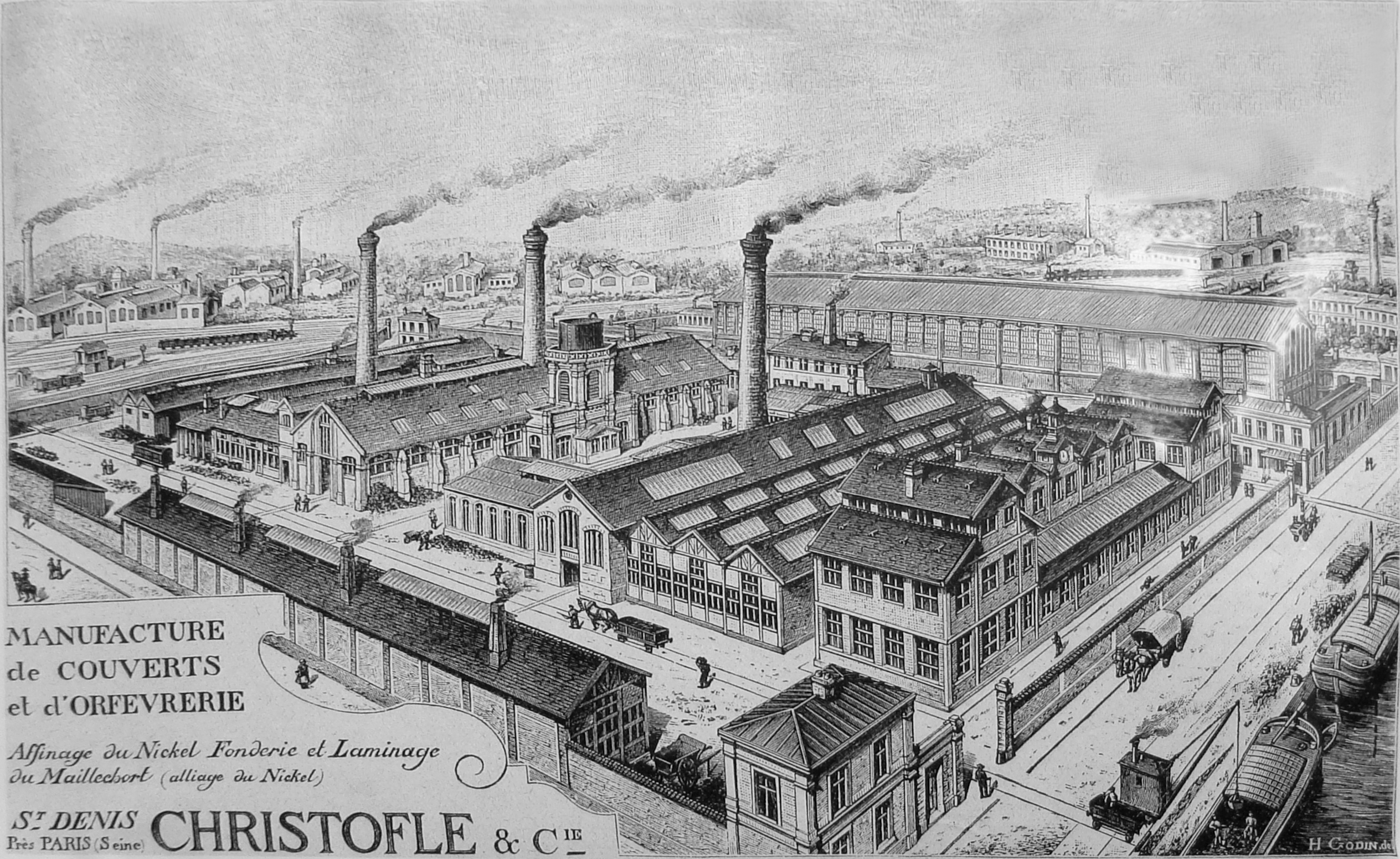
Christofle-Fabrik in Saint-Denis (vor 1900)

Saint-Denis war zu Zeiten der Industrialisierung ein bedeutender Standort der Metall- und Schwerindustrie (u. a. Eisenbahn- und Automobilbau) und Elektroindustrie. Zu den bekanntesten ehemaligen Unternehmen gehörten:
- Hotchkiss et Cie (u. a. Hotchkiss-Grégoire)
- Delaunay-Belleville
- Christofle: 1876 wurde das Werk in Saint-Denis eröffnet, welches bis 2004 in Betrieb blieb
- Ateliers de Construction Mécanique l’Aster

Bekannte Produkte der damaligen Zeit waren u. a. die Speisewagen und späteren Salonwagen Wagen von Compiègne sowie die Tabelliermaschinen von Société anonyme des machines à statistiques (SAMAS), eines französischen Tochterunternehmens von Powers Accounting Machine Company.

### Heutige Wirtschaftsstruktur
Auch heute sind zahlreiche Unternehmen im Bereich der Metallindustrie und im Automobil- und Fahrzeugbau zu Hause. Saint-Denis ist darüber hinaus heute ein bedeutender Standort der Dienstleistungsindustrie sowie Medien- und Multimediastandort. Zu den größten und bekanntesten heutigen Unternehmen mit Sitz in Saint-Denis zählen:
- Société nationale des chemins de fer français (SNCF)
- Airness
- Cegelec
- T-Systems France
- vente-privee.com
- Equinix, zwei Rechenzentren
- EuropaCorp
- Aperam Stainless Europe
- Arcelormittal Mediterranee
- Randstad France
- Selecta SAS
- Bergerat Monnoyeur France
- Paritex

### Verkehr

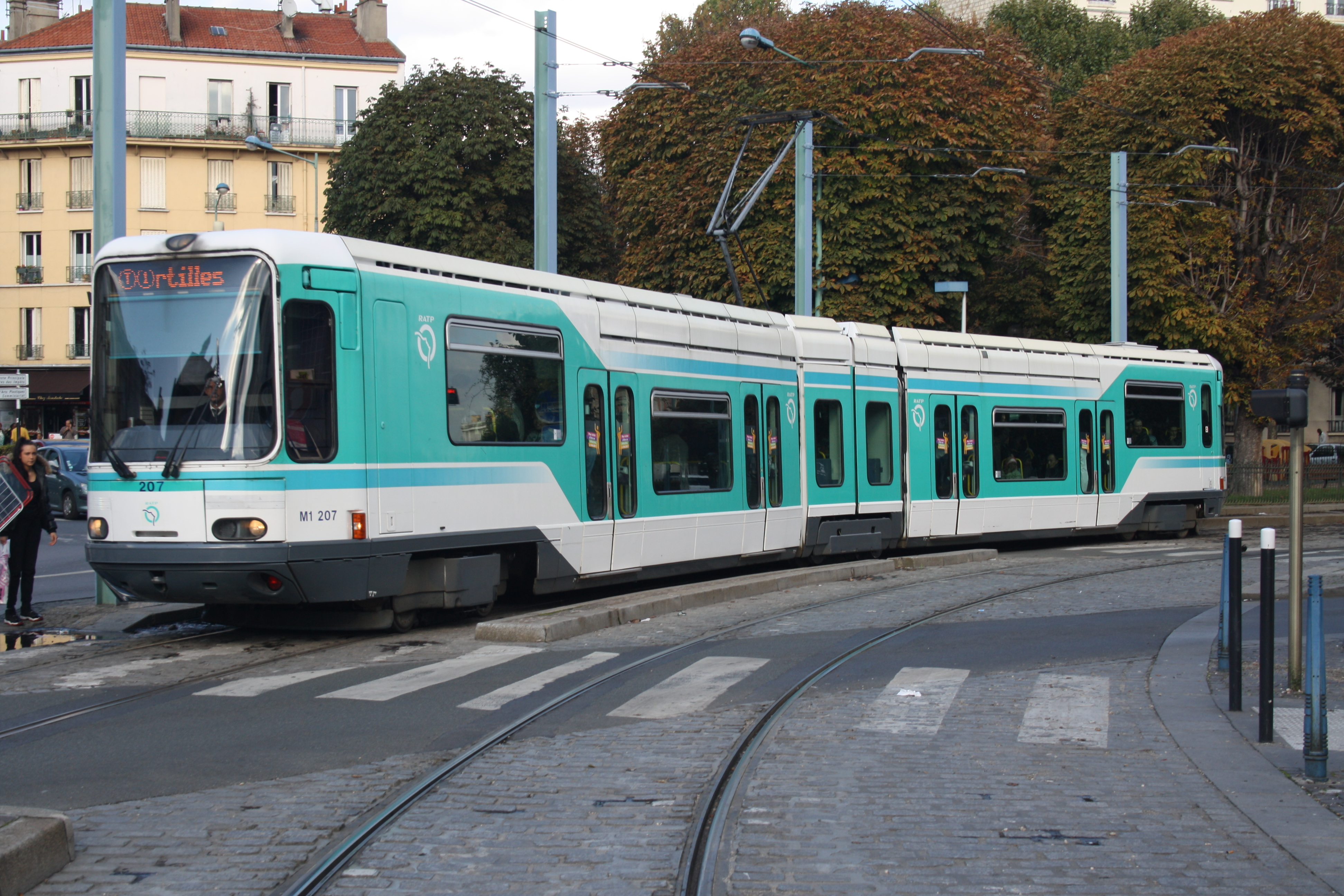
TFS-Straßenbahntriebwagen der Linie T1 in Saint-Denis (2014)

Saint-Denis ist flächendeckend an das Nahverkehrsnetz des Großraums Paris angeschlossen. Der Gare Saint-Denis bietet einen Anschluss an das Vorortnetz des Transilien. Ebenfalls ist dort das Benutzen des RER D möglich, der eine schnelle Verbindung zur zentralen Umsteigestation Châtelet - Les Halles in Zentralparis ermöglicht. Saint-Denis ist ferner Anfangspunkt der Métrolinie 13 in Richtung Châtillon und der Métrolinie 14 in Richtung Flughafen Paris-Orly. Außerdem durchquert Saint-Denis die älteste Pariser Straßenbahnlinie der Nachkriegszeit T1. Die Straßenbahnlinie T8 verbindet Saint-Denis mit Villetaneuse und Épinay-sur-Seine miteinander. Sie dient auch als Zubringer zur Métrolinie 13 an der Métrostation Saint-Denis – Porte de Paris.
Pierrefitte ist über die RER-Linie D an der Station Pierrefitte-Stains und über die Tramway-Linien T5 und T11 mit dem Netz des öffentlichen Nahverkehrs im Großraum Paris verbunden.
Saint-Denis liegt an den Nationalstraßen N 1, N 14, N 186, N 214 und N 410 sowie an den Autobahnen A 1 und A 86. Die Brücke Pont de l’Île Saint-Denis führt von Saint-Denis über zwei Arme der Seine und die Île Saint-Denis mit der Gemeinde L’Île-Saint-Denis zum Ort Villeneuve-la-Garenne auf der westlichen Seite der Seine.

### Bildung
Das Gelände der ehemaligen Caserne des Suisses ist heute Sitz mehrerer Bildungseinrichtungen, so zum Beispiel
- des Institut universitaire de technologie (IUT) der heutigen Universität Sorbonne Paris-Nord;
- eines Institut national supérieur du professorat et de l'éducation (Inspé) (Nationales Institut für Lehramt und Bildung);
- des Lycée Polyvalent Application de l'ENNA, eine allgemeinbildende und technische Oberschule, die sich in einem Umgestaltungsprozess hin zu einem „lycée des métiers de la construction métallique“ (Schule für Metallkonstruktionsberufe) befindet.[11]

Seit 1980 ist Saint-Denis auch Sitz der Universität Paris 8 Vincennes-Saint Denis (Universität Paris VIII).

## Städtepartnerschaften
Saint-Denis hat Partnerschafts- und Kooperationsabkommen geschlossen mit
- Larbaâ Nath Irathen, Algerien, seit 1998
- Gera, Thüringen, Deutschland, seit 1959
- Tuzla, Bosnien und Herzegowina, seit 1998
- North Lanarkshire, Schottland, seit 1963
- Nazareth, Israel, seit 2005
- Sesto San Giovanni, Lombardei, Italien, seit 1961
- Djélébou, Karokoro und Sahel, Landgemeinden in Mali, seit 1996
- Tiznit, Marokko, seit 2003
- Rafah, Palästinensische Autonomiegebiete, seit 2006
- Rüdersdorf bei Berlin in Brandenburg, Deutschland
- Braintree in Essex, Großbritannien